# Chance Vought
Chauncey Milton "Chance" Vought, född 25 februari 1890 i New York, död 25 juli 1930 i Southampton i New York, var en amerikansk flygplanskonstruktör och flygpionjär.
Vought studerade till ingenjör vid Pratt Institute på New York University och vid University of Pennsylvania. Efter att han avslutat studierna 1910 anställdes han av Harold F. McCormick som drev flygplansverkstaden McCormick Reapers. Han lärde sig flyga av Max Lillie i ett Wrightflygplan 1911 och tilldelades efter åtta månader FAIs flygcertifikat nummer 156. Max Lillie anställde honom 1913 som uppvisningsflygare och flyglärare vid Max Lillie School of Aviation, samtidigt skrev han artiklar för flygtidningen Aero & Hydro.
Efter att han kom på några unika konstruktionslösningar för flygplanstillverkning anställdes han vid Mayo Radiator Works. Hans första konstruktion Mayo-Vought-Simplex tillverkades 1914 och användes av britterna under första världskriget som skolflygplan. Wright Company i Dayton försökte anställa honom 1916 som chefskonstruktör, men när Vought såg anställningskontraktet vägrade han att skriva på eftersom han skulle bli mer eller mindre livegen på företaget. Under den korta tid Vought arbetade för Wright var han med om konstruktionen av Model V.
Tillsammans med Birdseye Lewis bildade han 18 juni 1917 företaget Lewis & Vought Corporation för att konstruera och tillverka flygplan. Vid företaget utvecklade man en metod för att standardisera tillverkningen av militära flygplan. Den första produkt företaget presenterade var VE-7 som fick ett stort stöd av War Department. Bland annat ansåg general Billy Mitchell att inget annat flygplan kunde utmanövrera VE-7. Vid flygtävlingen New York Toronto Air Race vann flygplanet sin klass mot drygt 30 medtävlande flygplan.
Företaget Lewis & Vought blev på 1920-talet sammanslaget med United Aircraft and Transportation Corporation, där det bildade en egen division. När US Navy byggde om fartyget USS Langley till sitt första hangarfartyg försågs VE-7 med en krok och skrev flyghistoria efter att det landat på fartyget 1922. Företaget utvecklade flygplanet Vought UO-l som blev amerikanska flottans första katapultstartande flygplan.
I mitten på 1920-talet konstruerade han ett multifunktionsflygplan som kombinerade de bästa egenskaperna från den aerodynamiska forskningen och tidigare flygplanskonstruktioner. Flygplanet 02U-1 blev den första Corsairmodellen. Den kunde flyga från hangarfartyg med hjullandställ eller som amfibie från jagare, och landa på hangarfartyget för ombeväpning. Totalt tillverkades över 500 flygplan av typen i olika varianter för US Navy och kunder på exportmarknaden.
Över 15 000 militära flygplan som bär Chance Voughts namn har tillverkats. Företaget Lewis and Vought som bildades 1917 har under olika namn fortsatt sin verksamhet och är i dag efter Boeing Company den äldsta existerande flygplanstillverkaren i USA.
Vought avled av blodförgiftning 25 juli 1930.